# Beatrice Lorenzin
Beatrice Lorenzin (14 oktober 1971) is een Italiaans politicus.
In 1996 werd zij lid van de jeugdafdeling van Forza Italia en in 1999 werd zij regiovertegenwoordiger in Lazio.
Lorenzin wordt op 5 maart 2013 verkozen in de Kamer van Afgevaardigden.
Op 28 april 2013 verving zij Renato Balduzzi als minister van volksgezondheid in het Kabinet-Letta. In 2014 verlengde zij haar ministerschap in het Kabinet-Renzi, en in 2016 in het Kabinet Gentiloni, totdat zij in juni 2018 wordt vervangen door Giulia Grillo. Vanaf dat moment is zij lid van de Kamer van Afgevaardigden van de Italiaanse Republiek.